# Liste der Monuments historiques in Saint-Pey-de-Castets
Die Liste der Monuments historiques in Saint-Pey-de-Castets führt die Monuments historiques in der französischen Gemeinde Saint-Pey-de-Castets auf.

## Liste der Bauwerke
| Bezeichnung      | Beschreibung              | Standort | Kennzeichnung | Schutzstatus | Datum | Bild |
| ---------------- | ------------------------- | -------- | ------------- | ------------ | ----- | ---- |
| Kirche St-Pierre | Erbaut im 11. Jahrhundert | (Lage)   | PA33000022    | Inscrit      | 1999  |      |